# Estación de Valencia-Joaquín Sorolla
Valencia-Joaquín Sorolla, también conocida como Estación provisional del AVE, es la estación terminal provisional de ferrocarril de alta velocidad de la ciudad de Valencia (España). Juntamente con la estación de Valencia - Estació del Nord, serán sustituidas por la futura Estación Central de Valencia.
Situada en el centro de la capital valenciana, a 800 m al sur de la Estación del Norte, fue construida entre 2008 y 2010, aprovechando las transformaciones urbanísticas de la ciudad de principios del siglo XXI para instalarse en un extenso solar cercano a la playa de vías. 

## El edificio
El edificio es de planta rectangular, con dos zonas claramente diferenciadas: el gran hangar, de planta igualmente rectangular, y el edificio de viajeros propiamente dicho, de planta en U y pilares independientes de la estructura del hangar. 
Las fachadas están rítmicamente desarrolladas según módulos de policarbonato acristalado propio de una estructura provisional y desechable como es esta. El proyecto y la dirección de la obra han corrido a cargo de los arquitectos Luis Almeida Duarte y Elvira Puchades Gimeno y la gestión del proyecto a cargo de Jorge Bernabeu Larena y Elvira Puchades Gimeno de la empresa ACXT/IDOM.

## Situación
La entrada principal a la estación está situada en la calle San Vicente Mártir, si bien tiene otro acceso en la calle Maestro Sosa esquina Filipinas. El conjunto de vías y edificio está flanqueado por las calles San Vicente Mártir y Alicante al este y oeste respectivamente y César Giorgeta al sur/suroeste. Al sur discurre el haz común de líneas ferroviarias que parten de esta estación terminal y al norte está el haz que termina en Valencia-Norte.
Está bien comunicada con la red de Metrovalencia, con dos de sus estaciones (Jesús y Bailén) a escasos minutos a pie de la estación.
Esta estación es la segunda estación principal de ferrocarril de la ciudad de Valencia.
El 30 de junio de 2025, se inauguró una conexión peatonal entre Joaquín Sorolla y la Estación del Norte.

## Servicios ferroviarios

### Distribución de las vías
En esta estación es el punto de unión de dos líneas ferroviarias del Corredor Mediterráneo, la línea La Encina-Valencia (P.K. 112 de la misma), y la línea Valencia-Tarragona (P.K. 0). También es cabecera de la línea ferroviaria Valencia-Cuenca-Madrid de alta velocidad.
La estación dispone de un total de 9 vías (6 de ancho internacional y 3 de ancho ibérico). destinadas a la parada de trenes que presten servicio de viajeros. De estas vías, las numeradas del 1 al 6 llegan hasta el vestíbulo principal de la estación, siendo los andenes centrales (vías 2, 3, 4 y 5) el doble de largo que los extremos (vías 1 y 6) para poder albergar composiciones dobles tanto de trenes de alta velocidad como de larga distancia.
| Vía | Trenes y destinos                                                               |
| --- | ------------------------------------------------------------------------------- |
| 1   | Madrid Puerta de Atocha /Sevilla Santa Justa/ Estación de Málaga-Maria Zambrano |
| 2-3 | Madrid Puerta de Atocha/ Sevilla Santa Justa/ Estación de Málaga-Maria Zambrano |
| 4-5 | Madrid Puerta de Atocha /Sevilla Santa Justa/ Estación de Málaga-Maria Zambrano |
| 6   | Larga distancia                                                                 |
| 7-8 | Euromed Alicante-Barcelona-Figueras                                             |
| 9   | AVE Castellón-Gijón/Intercity Gandía-Madrid                                     |

## Intermodalidad

### Metrovalencia
Existen dos estaciones de Metrovalencia ubicadas cerca de la estación: Jesús y Bailén, situadas a 300 metros.
| << cabecera      | < estación      | estación cercana | Línea | estación > | cabecera >>             |
| ---------------- | --------------- | ---------------- | ----- | ---------- | ----------------------- |
| Bétera           | Plaza de España | Jesús            |       | Patraix    | Villanueva de Castellón |
| Llíria           | Plaza de España | Jesús            |       | Patraix    | Torrent Avinguda        |
| Marítim-Serrería | Bailén          | Jesús            |       | Patraix    | Torrent Avinguda        |

### Autobús
Efectúan parada los autobuses urbanos de EMT Valencia de las siguientes líneas en las inmediaciones de la estación.
- 9 La Torre/Sedaví/Horno de Alcedo - Estación del Norte
- 10 Benimaclet - San Marcelino
- 11 Patraix - Orriols (en calle Cuenca)
- 27 La Torre/Alfafar - Mercado Central
- 64 Benicalap - Estación Joaquín Sorolla - Nuevo Hospital La Fe
- 89 Circular Ronda Trànsits (en Av. Giorgeta, par)
- 90 Circular Ronda Trànsits (en Av. Giorgeta, impar)
- N6 Plaza del Ayuntamiento - La Torre

También efectúan parada los siguientes autobuses metropolitanos MetroBus.
- 155 Ribarroja del Turia
- 180 La Torre (Valencia) - Benetúser - Alfafar - Masanasa - Catarroja - Albal
- 181 Valencia - La Torre (Valencia) - Benetúser - Alfafar - Masanasa - Catarroja - Albal - Beniparrell - Alcácer - Picasent
- 182 Valencia - Hospital Doctor Peset - Benetúser - Alfafar - Masanasa - Catarroja - Albal - Beniparrell - Silla